# Katrín Júlíusdóttir
Katrín Júlíusdóttir (født 23. november 1974 i Reykjavik) er en islandsk politiker.
Katrín Júlíusdóttir tilhører det socialdemokratiske partiet Alliancen og var 2003-16 medlem af Altinget. Fra maj 2009 til januar 2012 var hun Islands erhvervsminister og fra 2012 til 2013 var hun finansminister.
Katrín har blandt andet studeret antropologi ved Islands Universitet. Hun er gift med forfatteren Bjarni Bjarnason.